# Clasificación de UEFA para la Copa Mundial de Fútbol de 2010
Para la Copa Mundial de Fútbol de 2010, la UEFA obtuvo un total de trece cupos directos, que fueron disputados por 53 seleccionados. El torneo internacional clasificatorio se inició en agosto de 2008, tras el fin de la Eurocopa 2008, y marcó el debut de Serbia y de Montenegro como países independientes en un torneo internacional.
Los 53 equipos fueron divididos en nueve grupos, ocho de seis equipos y uno de solo cinco. En cada grupo se disputó una liguilla de ida y vuelta, en  donde el ganador de cada grupo clasificó directamente para la Copa Mundial. Los equipos que alcanzaron los segundos lugares fueron clasificados en función de los resultados obtenidos con los equipos que obtuvieron el 1º, 3º, 4º y 5º lugar de su grupo; el equipo que en esta clasificación obtuvo el último lugar quedó eliminado del torneo y los ocho seleccionados restantes fueron emparejados para disputar la repesca. Los cuatro ganadores de los partidos de repesca clasificaron a la Copa Mundial.

## Sorteo
Para el sorteo de los grupos, se propuso inicialmente un sistema similar utilizado en las clasificatorias para Alemania 2006 y la clasificación para la Eurocopa 2008, es decir, considerando los resultados en los dos últimos torneos clasificatorios europeos. Sin embargo, la Comité Ejecutivo de la UEFA decidió en su reunión en Estambul, el 27 de septiembre de 2007, utilizar la clasificación mundial de la FIFA para determinar las posiciones de los equipos durante el sorteo.
Los 53 equipos fueron divididos en seis "bombos" de acuerdo a la clasificación mundial de la FIFA del mes de noviembre de 2007 (que incluyó los últimos resultados de la clasificación para la Eurocopa 2008). Cada grupo estuvo compuesto por un equipo de cada bombo (a excepción del grupo de cinco equipos, que no contó con uno del último bombo), lo que fue determinado en el Sorteo Preliminar de la Copa Mundial de la FIFA, realizado el 25 de noviembre de 2007 en Durban, Sudáfrica.
| Bombo A                                                                             | Bombo B                                                                 | Bombo C                                                                            | Bombo D                                                                                      | Bombo E                                                                          | Bombo F                                                                          |
| ----------------------------------------------------------------------------------- | ----------------------------------------------------------------------- | ---------------------------------------------------------------------------------- | -------------------------------------------------------------------------------------------- | -------------------------------------------------------------------------------- | -------------------------------------------------------------------------------- |
| Italia España Alemania República Checa Francia Portugal Países Bajos Croacia Grecia | Inglaterra Rumania Escocia Turquía Bulgaria Rusia Polonia Suecia Israel | Noruega Ucrania Serbia Dinamarca Irlanda del Norte Irlanda Finlandia Suiza Bélgica | Eslovaquia Bosnia - Herzegovina Hungría Moldavia Gales Macedonia Bielorrusia Lituania Chipre | Georgia Albania Eslovenia Letonia Islandia Armenia Austria Kazajistán Azerbaiyán | Liechtenstein Estonia Malta Luxemburgo Montenegro Andorra Islas Feroe San Marino |

Los equipos quedaron encuadrados en los siguientes grupos:
| Grupo 1   | Grupo 2    | Grupo 3           | Grupo 4       | Grupo 5              |
| --------- | ---------- | ----------------- | ------------- | -------------------- |
| Portugal  | Grecia     | República Checa   | Alemania      | España               |
| Suecia    | Israel     | Polonia           | Rusia         | Turquía              |
| Dinamarca | Suiza      | Irlanda del Norte | Finlandia     | Bélgica              |
| Hungría   | Moldavia   | Eslovaquia        | Gales         | Bosnia - Herzegovina |
| Albania   | Letonia    | Eslovenia         | Azerbaiyán    | Armenia              |
| Malta     | Luxemburgo | San Marino        | Liechtenstein | Estonia              |

| Grupo 6     | Grupo 7     | Grupo 8    | Grupo 9      |
| ----------- | ----------- | ---------- | ------------ |
| Croacia     | Francia     | Italia     | Países Bajos |
| Inglaterra  | Rumania     | Bulgaria   | Escocia      |
| Ucrania     | Serbia      | Irlanda    | Noruega      |
| Bielorrusia | Lituania    | Chipre     | Macedonia    |
| Kazajistán  | Austria     | Georgia    | Islandia     |
| Andorra     | Islas Feroe | Montenegro |              |

## Resultados

### Cuadro resumido
Clasificados para la Copa Mundial de Fútbol de 2010
     Accedieron a la segunda ronda (play-offs)
     Eliminados en la primera ronda
| Grupo A                                                                        | Grupo B                                                                              | Grupo C                                                                                                | Grupo D                                                                                    | Grupo E                                                                           | Grupo F                                                                                  | Grupo G                                                                                | Grupo H                                                                              | Grupo I                                                                   |
| ------------------------------------------------------------------------------ | ------------------------------------------------------------------------------------ | --- | ------------------------------------------------------------------------------------------ | --------------------------------------------------------------------------------- | ---------------------------------------------------------------------------------------- | -------------------------------------------------------------------------------------- | ------------------------------------------------------------------------------------ | ------------------------------------------------------------------------- |
| Bandera de Dinamarca                                                           | Bandera de Suiza                                                                     | Bandera de Eslovaquia                                                                                  | Bandera de Alemania                                                                        | Bandera de España                                                                 | Bandera de Inglaterra                                                                    | Bandera de Serbia                                                                      | Bandera de Italia                                                                    | Bandera de los Países Bajos                                               |
| Bandera de Portugal                                                            | Bandera de Grecia                                                                    | Bandera de Eslovenia                                                                                   | Bandera de Rusia                                                                           | Bandera de Bosnia y Herzegovina                                                   | Bandera de Ucrania                                                                       | Bandera de Francia                                                                     | Bandera de Irlanda                                                                   | Bandera de Noruega                                                        |
| Bandera de Suecia · Bandera de Hungría · Bandera de Albania · Bandera de Malta | Bandera de Letonia · Bandera de Israel · Bandera de Luxemburgo · Bandera de Moldavia | Bandera de República Checa · Bandera de Irlanda del Norte · Bandera de Polonia · Bandera de San Marino | Bandera de Finlandia · Bandera de Gales · Bandera de Azerbaiyán · Bandera de Liechtenstein | Bandera de Turquía · Bandera de Bélgica · Bandera de Estonia · Bandera de Armenia | Bandera de Croacia · Bandera de Bielorrusia · Bandera de Kazajistán · Bandera de Andorra | Bandera de Austria · Bandera de Lituania · Bandera de Rumania · Bandera de Islas Feroe | Bandera de Bulgaria · Bandera de Chipre · Bandera de Montenegro · Bandera de Georgia | Bandera de Escocia · Bandera de Macedonia del Norte · Bandera de Islandia |

### Grupo 1
| Pos. | Equipo    | Pts. | PJ | G | E | P | GF | GC | Dif. | Clasificación |
| ---- | --------- | ---- | -- | - | - | - | -- | -- | ---- | ------------- |
| 1    | Dinamarca | 21   | 10 | 6 | 3 | 1 | 16 | 6  | +10  | Mundial 2010  |
| 2    | Portugal  | 19   | 10 | 5 | 4 | 1 | 17 | 5  | +12  | Play-offs     |
| 3    | Suecia    | 18   | 10 | 5 | 3 | 2 | 13 | 5  | +8   |               |
| 4    | Hungría   | 16   | 10 | 5 | 1 | 4 | 10 | 7  | +3   |               |
| 5    | Albania   | 7    | 10 | 1 | 4 | 5 | 6  | 13 | −7   |               |
| 6    | Malta     | 1    | 10 | 0 | 1 | 9 | 0  | 26 | −26  |               |

 Fuente: [cita requerida]
| Fecha                    | Lugar      |           |                      | Resultado                                                           |                      |           |
| ------------------------ | ---------- | --------- | -------------------- | ------------------------------------------------------------------- | -------------------- | --------- |
| 6 de septiembre de 2008  | Tirana     | Albania   | Bandera de Albania   | 0:0 Archivado el 2 de mayo de 2009 en Wayback Machine.              | Bandera de Suecia    | Suecia    |
| 6 de septiembre de 2008  | Budapest   | Hungría   | Bandera de Hungría   | 0:0 Archivado el 2 de abril de 2009 en Wayback Machine.             | Bandera de Dinamarca | Dinamarca |
| 6 de septiembre de 2008  | Ta' Qali   | Malta     | Bandera de Malta     | 0:4 (0:1) Archivado el 13 de junio de 2009 en Wayback Machine.      | Bandera de Portugal  | Portugal  |
| 10 de septiembre de 2008 | Solna      | Suecia    | Bandera de Suecia    | 2:1 (0:0) Archivado el 19 de febrero de 2009 en Wayback Machine.    | Bandera de Hungría   | Hungría   |
| 10 de septiembre de 2008 | Lisboa     | Portugal  | Bandera de Portugal  | 2:3 (1:0) Archivado el 1 de abril de 2009 en Wayback Machine.       | Bandera de Dinamarca | Dinamarca |
| 10 de septiembre de 2008 | Tirana     | Albania   | Bandera de Albania   | 3:0 (1:0) Archivado el 14 de octubre de 2008 en Wayback Machine.    | Bandera de Malta     | Malta     |
| 11 de octubre de 2008    | Budapest   | Hungría   | Bandera de Hungría   | 2:0 (0:0) Archivado el 2 de mayo de 2009 en Wayback Machine.        | Bandera de Albania   | Albania   |
| 11 de octubre de 2008    | Solna      | Suecia    | Bandera de Suecia    | 0:0 Archivado el 2 de mayo de 2009 en Wayback Machine.              | Bandera de Portugal  | Portugal  |
| 11 de octubre de 2008    | Copenhague | Dinamarca | Bandera de Dinamarca | 3:0 (2:0) Archivado el 9 de febrero de 2009 en Wayback Machine.     | Bandera de Malta     | Malta     |
| 15 de octubre de 2008    | Ta' Qali   | Malta     | Bandera de Malta     | 0:1 (0:1) Archivado el 2 de mayo de 2009 en Wayback Machine.        | Bandera de Hungría   | Hungría   |
| 15 de octubre de 2008    | Braga      | Portugal  | Bandera de Portugal  | 0:0 Archivado el 23 de enero de 2009 en Wayback Machine.            | Bandera de Albania   | Albania   |
| 11 de febrero de 2009    | Ta' Qali   | Malta     | Bandera de Malta     | 0:0 Archivado el 13 de febrero de 2009 en Wayback Machine.          | Bandera de Albania   | Albania   |
| 28 de marzo de 2009      | Ta' Qali   | Malta     | Bandera de Malta     | 0:3 (0:2) Archivado el 2 de abril de 2009 en Wayback Machine.       | Bandera de Dinamarca | Dinamarca |
| 28 de marzo de 2009      | Tirana     | Albania   | Bandera de Albania   | 0:1 (0:1) Archivado el 31 de marzo de 2009 en Wayback Machine.      | Bandera de Hungría   | Hungría   |
| 28 de marzo de 2009      | Oporto     | Portugal  | Bandera de Portugal  | 0:0 Archivado el 30 de marzo de 2009 en Wayback Machine.            | Bandera de Suecia    | Suecia    |
| 1 de abril de 2009       | Budapest   | Hungría   | Bandera de Hungría   | 3:0 (1:0) Archivado el 4 de abril de 2009 en Wayback Machine.       | Bandera de Malta     | Malta     |
| 1 de abril de 2009       | Copenhague | Dinamarca | Bandera de Dinamarca | 3:0 (2:0) Archivado el 2 de abril de 2009 en Wayback Machine.       | Bandera de Albania   | Albania   |
| 6 de junio de 2009       | Solna      | Suecia    | Bandera de Suecia    | 0:1 (0:1) Archivado el 11 de junio de 2009 en Wayback Machine.      | Bandera de Dinamarca | Dinamarca |
| 6 de junio de 2009       | Tirana     | Albania   | Bandera de Albania   | 1:2 (1:1) Archivado el 12 de junio de 2009 en Wayback Machine.      | Bandera de Portugal  | Portugal  |
| 10 de junio de 2009      | Gotemburgo | Suecia    | Bandera de Suecia    | 4:0 (1:0) Archivado el 13 de junio de 2009 en Wayback Machine.      | Bandera de Malta     | Malta     |
| 5 de septiembre de 2009  | Copenhague | Dinamarca | Bandera de Dinamarca | 1:1 (1:0) Archivado el 8 de septiembre de 2009 en Wayback Machine.  | Bandera de Portugal  | Portugal  |
| 5 de septiembre de 2009  | Budapest   | Hungría   | Bandera de Hungría   | 1:2 (0:1) Archivado el 8 de septiembre de 2009 en Wayback Machine.  | Bandera de Suecia    | Suecia    |
| 9 de septiembre de 2009  | Ta' Qali   | Malta     | Bandera de Malta     | 0:1 (0:0) Archivado el 11 de septiembre de 2009 en Wayback Machine. | Bandera de Suecia    | Suecia    |
| 9 de septiembre de 2009  | Tirana     | Albania   | Bandera de Albania   | 1:1 (0:1) Archivado el 23 de septiembre de 2009 en Wayback Machine. | Bandera de Dinamarca | Dinamarca |
| 9 de septiembre de 2009  | Budapest   | Hungría   | Bandera de Hungría   | 0:1 (0:1) Archivado el 12 de septiembre de 2009 en Wayback Machine. | Bandera de Portugal  | Portugal  |
| 10 de octubre de 2009    | Copenhague | Dinamarca | Bandera de Dinamarca | 1:0 (0:0) Archivado el 13 de octubre de 2009 en Wayback Machine.    | Bandera de Suecia    | Suecia    |
| 10 de octubre de 2009    | Lisboa     | Portugal  | Bandera de Portugal  | 3:0 (1:0) Archivado el 13 de octubre de 2009 en Wayback Machine.    | Bandera de Hungría   | Hungría   |
| 14 de octubre de 2009    | Guimarães  | Portugal  | Bandera de Portugal  | 4:0 (2:0) Archivado el 17 de octubre de 2009 en Wayback Machine.    | Bandera de Malta     | Malta     |
| 14 de octubre de 2009    | Copenhague | Dinamarca | Bandera de Dinamarca | 0:1 (0:1) Archivado el 31 de octubre de 2009 en Wayback Machine.    | Bandera de Hungría   | Hungría   |
| 14 de octubre de 2009    | Solna      | Suecia    | Bandera de Suecia    | 4:1 (3:0) Archivado el 2 de mayo de 2009 en Wayback Machine.        | Bandera de Albania   | Albania   |

### Grupo 2
| Pos. | Equipo     | Pts. | PJ | G | E | P | GF | GC | Dif. | Clasificación |
| ---- | ---------- | ---- | -- | - | - | - | -- | -- | ---- | ------------- |
| 1    | Suiza      | 21   | 10 | 6 | 3 | 1 | 18 | 8  | +10  | Mundial 2010  |
| 2    | Grecia     | 20   | 10 | 6 | 2 | 2 | 20 | 10 | +10  | Play-offs     |
| 3    | Letonia    | 17   | 10 | 5 | 2 | 3 | 18 | 15 | +3   |               |
| 4    | Israel     | 16   | 10 | 4 | 4 | 2 | 20 | 10 | +10  |               |
| 5    | Luxemburgo | 5    | 10 | 1 | 2 | 7 | 4  | 25 | −21  |               |
| 6    | Moldavia   | 3    | 10 | 0 | 3 | 7 | 6  | 18 | −12  |               |

 Fuente: [cita requerida]
| Fecha                    | Lugar                |            |                       | Resultado                                                           |                       |            |
| ------------------------ | -------------------- | ---------- | --------------------- | ------------------------------------------------------------------- | --------------------- | ---------- |
| 6 de septiembre de 2008  | Tiráspol             | Moldavia   | Bandera de Moldavia   | 1:2 (0:2) Archivado el 15 de septiembre de 2008 en Wayback Machine. | Bandera de Letonia    | Letonia    |
| 6 de septiembre de 2008  | Ciudad de Luxemburgo | Luxemburgo | Bandera de Luxemburgo | 0:3 (0:2) Archivado el 13 de octubre de 2008 en Wayback Machine.    | Bandera de Grecia     | Grecia     |
| 6 de septiembre de 2008  | Ramat Gan            | Israel     | Bandera de Israel     | 2:2 (0:1) Archivado el 8 de marzo de 2010 en Wayback Machine.       | Bandera de Suiza      | Suiza      |
| 10 de septiembre de 2008 | Zúrich               | Suiza      | Bandera de Suiza      | 1:2 (1:1) Archivado el 1 de abril de 2009 en Wayback Machine.       | Bandera de Luxemburgo | Luxemburgo |
| 10 de septiembre de 2008 | Chisináu             | Moldavia   | Bandera de Moldavia   | 1:2 (1:2) Archivado el 19 de octubre de 2008 en Wayback Machine.    | Bandera de Israel     | Israel     |
| 10 de septiembre de 2008 | Riga                 | Letonia    | Bandera de Letonia    | 0:2 (0:1) Archivado el 18 de junio de 2010 en Wayback Machine.      | Bandera de Grecia     | Grecia     |
| 11 de octubre de 2008    | San Galo             | Suiza      | Bandera de Suiza      | 2:1 (0:0) Archivado el 2 de abril de 2009 en Wayback Machine.       | Bandera de Letonia    | Letonia    |
| 11 de octubre de 2008    | Ciudad de Luxemburgo | Luxemburgo | Bandera de Luxemburgo | 1:3 (1:1) Archivado el 1 de abril de 2009 en Wayback Machine.       | Bandera de Israel     | Israel     |
| 11 de octubre de 2008    | El Pireo             | Grecia     | Bandera de Grecia     | 3:0 (2:0) Archivado el 13 de octubre de 2009 en Wayback Machine.    | Bandera de Moldavia   | Moldavia   |
| 15 de octubre de 2008    | Riga                 | Letonia    | Bandera de Letonia    | 1:1 (0:0) Archivado el 18 de octubre de 2008 en Wayback Machine.    | Bandera de Israel     | Israel     |
| 15 de octubre de 2008    | Ciudad de Luxemburgo | Luxemburgo | Bandera de Luxemburgo | 0:0 Archivado el 18 de octubre de 2008 en Wayback Machine.          | Bandera de Moldavia   | Moldavia   |
| 15 de octubre de 2008    | El Pireo             | Grecia     | Bandera de Grecia     | 1:2 (0:1) Archivado el 2 de abril de 2009 en Wayback Machine.       | Bandera de Suiza      | Suiza      |
| 28 de marzo de 2009      | Ciudad de Luxemburgo | Luxemburgo | Bandera de Luxemburgo | 0:4 (0:1) Archivado el 31 de marzo de 2009 en Wayback Machine.      | Bandera de Letonia    | Letonia    |
| 28 de marzo de 2009      | Chisináu             | Moldavia   | Bandera de Moldavia   | 0:2 (0:1) Archivado el 1 de abril de 2009 en Wayback Machine.       | Bandera de Suiza      | Suiza      |
| 28 de marzo de 2009      | Ramat Gan            | Israel     | Bandera de Israel     | 1:1 (0:1) Archivado el 29 de marzo de 2010 en Wayback Machine.      | Bandera de Grecia     | Grecia     |
| 1 de abril de 2009       | Riga                 | Letonia    | Bandera de Letonia    | 2:0 (1:0) Archivado el 3 de abril de 2009 en Wayback Machine.       | Bandera de Luxemburgo | Luxemburgo |
| 1 de abril de 2009       | Ginebra              | Suiza      | Bandera de Suiza      | 2:0 (1:0) Archivado el 4 de abril de 2009 en Wayback Machine.       | Bandera de Moldavia   | Moldavia   |
| 1 de abril de 2009       | Heraclión            | Grecia     | Bandera de Grecia     | 2:1 (1:0) Archivado el 8 de abril de 2009 en Wayback Machine.       | Bandera de Israel     | Israel     |
| 5 de septiembre de 2009  | Chisináu             | Moldavia   | Bandera de Moldavia   | 0:0 Archivado el 8 de septiembre de 2009 en Wayback Machine.        | Bandera de Luxemburgo | Luxemburgo |
| 5 de septiembre de 2009  | Basilea              | Suiza      | Bandera de Suiza      | 2:0 (0:0) Archivado el 10 de septiembre de 2009 en Wayback Machine. | Bandera de Grecia     | Grecia     |
| 5 de septiembre de 2009  | Ramat Gan            | Israel     | Bandera de Israel     | 0:1 (0:0) Archivado el 10 de septiembre de 2009 en Wayback Machine. | Bandera de Letonia    | Letonia    |
| 9 de septiembre de 2009  | Ramat Gan            | Israel     | Bandera de Israel     | 7:0 (4:0) Archivado el 11 de septiembre de 2009 en Wayback Machine. | Bandera de Luxemburgo | Luxemburgo |
| 9 de septiembre de 2009  | Chisináu             | Moldavia   | Bandera de Moldavia   | 1:1 (0:1) Archivado el 12 de septiembre de 2009 en Wayback Machine. | Bandera de Grecia     | Grecia     |
| 9 de septiembre de 2009  | Riga                 | Letonia    | Bandera de Letonia    | 2:2 (0:1) Archivado el 10 de septiembre de 2009 en Wayback Machine. | Bandera de Suiza      | Suiza      |
| 10 de octubre de 2009    | Ciudad de Luxemburgo | Luxemburgo | Bandera de Luxemburgo | 0:3 (0:3) Archivado el 13 de octubre de 2009 en Wayback Machine.    | Bandera de Suiza      | Suiza      |
| 10 de octubre de 2009    | Ramat Gan            | Israel     | Bandera de Israel     | 3:1 (1:0) Archivado el 1 de noviembre de 2009 en Wayback Machine.   | Bandera de Moldavia   | Moldavia   |
| 10 de octubre de 2009    | Atenas               | Grecia     | Bandera de Grecia     | 5:2 (1:2) Archivado el 13 de octubre de 2009 en Wayback Machine.    | Bandera de Letonia    | Letonia    |
| 14 de octubre de 2009    | Basilea              | Suiza      | Bandera de Suiza      | 0:0 Archivado el 1 de noviembre de 2009 en Wayback Machine.         | Bandera de Israel     | Israel     |
| 14 de octubre de 2009    | Riga                 | Letonia    | Bandera de Letonia    | 3:2 (2:1) Archivado el 1 de noviembre de 2009 en Wayback Machine.   | Bandera de Moldavia   | Moldavia   |
| 14 de octubre de 2009    | Atenas               | Grecia     | Bandera de Grecia     | 2:1 (2:0) Archivado el 19 de octubre de 2009 en Wayback Machine.    | Bandera de Luxemburgo | Luxemburgo |

### Grupo 3
| Pos. | Equipo            | Pts. | PJ | G | E | P  | GF | GC | Dif. | Clasificación |
| ---- | ----------------- | ---- | -- | - | - | -- | -- | -- | ---- | ------------- |
| 1    | Eslovaquia        | 22   | 10 | 7 | 1 | 2  | 22 | 10 | +12  | Mundial 2010  |
| 2    | Eslovenia         | 20   | 10 | 6 | 2 | 2  | 18 | 4  | +14  | Play-offs     |
| 3    | República Checa   | 16   | 10 | 4 | 4 | 2  | 17 | 6  | +11  |               |
| 4    | Irlanda del Norte | 15   | 10 | 4 | 3 | 3  | 13 | 9  | +4   |               |
| 5    | Polonia           | 11   | 10 | 3 | 2 | 5  | 19 | 14 | +5   |               |
| 6    | San Marino        | 0    | 10 | 0 | 0 | 10 | 1  | 47 | −46  |               |

 Fuente: [cita requerida]
| Fecha                    | Lugar            |                   |                              | Resultado                                                           |                              |                   |
| ------------------------ | ---------------- | ----------------- | ---------------------------- | ------------------------------------------------------------------- | ---------------------------- | ----------------- |
| 6 de septiembre de 2008  | Breslavia        | Polonia           | Bandera de Polonia           | 1:1 (1:1) Archivado el 8 de septiembre de 2009 en Wayback Machine.  | Bandera de Eslovenia         | Eslovenia         |
| 6 de septiembre de 2008  | Bratislava       | Eslovaquia        | Bandera de Eslovaquia        | 2:1 (0:0) Archivado el 2 de abril de 2010 en Wayback Machine.       | Bandera de Irlanda del Norte | Irlanda del Norte |
| 10 de septiembre de 2008 | Belfast          | Irlanda del Norte | Bandera de Irlanda del Norte | 0:0 Archivado el 1 de mayo de 2009 en Wayback Machine.              | Bandera de República Checa   | República Checa   |
| 10 de septiembre de 2008 | Serravalle       | San Marino        | Bandera de San Marino        | 0:2 (0:1) Archivado el 19 de septiembre de 2009 en Wayback Machine. | Bandera de Polonia           | Polonia           |
| 10 de septiembre de 2008 | Maribor          | Eslovenia         | Bandera de Eslovenia         | 2:1 (1:0) Archivado el 5 de abril de 2010 en Wayback Machine.       | Bandera de Eslovaquia        | Eslovaquia        |
| 11 de octubre de 2008    | Serravalle       | San Marino        | Bandera de San Marino        | 1:3 (1:2) Archivado el 2 de abril de 2010 en Wayback Machine.       | Bandera de Eslovaquia        | Eslovaquia        |
| 11 de octubre de 2008    | Chorzów          | Polonia           | Bandera de Polonia           | 2:1 (1:0) Archivado el 1 de mayo de 2009 en Wayback Machine.        | Bandera de República Checa   | República Checa   |
| 11 de octubre de 2008    | Maribor          | Eslovenia         | Bandera de Eslovenia         | 2:0 (0:0) Archivado el 15 de junio de 2009 en Wayback Machine.      | Bandera de Irlanda del Norte | Irlanda del Norte |
| 15 de octubre de 2008    | Teplice          | República Checa   | Bandera de República Checa   | 1:0 (0:0) Archivado el 1 de mayo de 2009 en Wayback Machine.        | Bandera de Eslovenia         | Eslovenia         |
| 15 de octubre de 2008    | Belfast          | Irlanda del Norte | Bandera de Irlanda del Norte | 4:0 (2:0) Archivado el 19 de febrero de 2009 en Wayback Machine.    | Bandera de San Marino        | San Marino        |
| 15 de octubre de 2008    | Bratislava       | Eslovaquia        | Bandera de Eslovaquia        | 2:1 (0:0) Archivado el 5 de abril de 2010 en Wayback Machine.       | Bandera de Polonia           | Polonia           |
| 19 de noviembre de 2008  | Serravalle       | San Marino        | Bandera de San Marino        | 0:3 (0:0) Archivado el 31 de marzo de 2009 en Wayback Machine.      | Bandera de República Checa   | República Checa   |
| 11 de febrero de 2009    | Serravalle       | San Marino        | Bandera de San Marino        | 0:3 (0:2) Archivado el 13 de febrero de 2009 en Wayback Machine.    | Bandera de Irlanda del Norte | Irlanda del Norte |
| 28 de marzo de 2009      | Belfast          | Irlanda del Norte | Bandera de Irlanda del Norte | 3:2 (1:1) Archivado el 1 de abril de 2009 en Wayback Machine.       | Bandera de Polonia           | Polonia           |
| 28 de marzo de 2009      | Maribor          | Eslovenia         | Bandera de Eslovenia         | 0:0 Archivado el 31 de marzo de 2009 en Wayback Machine.            | Bandera de República Checa   | República Checa   |
| 1 de abril de 2009       | Belfast          | Irlanda del Norte | Bandera de Irlanda del Norte | 1:0 (0:0) Archivado el 3 de abril de 2009 en Wayback Machine.       | Bandera de Eslovenia         | Eslovenia         |
| 1 de abril de 2009       | Kielce           | Polonia           | Bandera de Polonia           | 10:0 (4:0) Archivado el 4 de abril de 2009 en Wayback Machine.      | Bandera de San Marino        | San Marino        |
| 1 de abril de 2009       | Praga            | República Checa   | Bandera de República Checa   | 1:2 (1:1) Archivado el 2 de abril de 2010 en Wayback Machine.       | Bandera de Eslovaquia        | Eslovaquia        |
| 6 de junio de 2009       | Bratislava       | Eslovaquia        | Bandera de Eslovaquia        | 7:0 (5:0) Archivado el 2 de abril de 2010 en Wayback Machine.       | Bandera de San Marino        | San Marino        |
| 12 de agosto de 2009     | Maribor          | Eslovenia         | Bandera de Eslovenia         | 5:0 (2:0) Archivado el 17 de agosto de 2009 en Wayback Machine.     | Bandera de San Marino        | San Marino        |
| 5 de septiembre de 2009  | Chorzów          | Polonia           | Bandera de Polonia           | 1:1 (0:1) Archivado el 9 de septiembre de 2009 en Wayback Machine.  | Bandera de Irlanda del Norte | Irlanda del Norte |
| 5 de septiembre de 2009  | Bratislava       | Eslovaquia        | Bandera de Eslovaquia        | 2:2 (0:0) Archivado el 2 de abril de 2010 en Wayback Machine.       | Bandera de República Checa   | República Checa   |
| 9 de septiembre de 2009  | Uherské Hradiště | República Checa   | Bandera de República Checa   | 7:0 (3:0) Archivado el 12 de septiembre de 2009 en Wayback Machine. | Bandera de San Marino        | San Marino        |
| 9 de septiembre de 2009  | Belfast          | Irlanda del Norte | Bandera de Irlanda del Norte | 0:2 (0:1) Archivado el 2 de abril de 2010 en Wayback Machine.       | Bandera de Eslovaquia        | Eslovaquia        |
| 9 de septiembre de 2009  | Maribor          | Eslovenia         | Bandera de Eslovenia         | 3:0 (2:0) Archivado el 13 de septiembre de 2009 en Wayback Machine. | Bandera de Polonia           | Polonia           |
| 10 de octubre de 2009    | Praga            | República Checa   | Bandera de República Checa   | 2:0 (0:0) Archivado el 13 de octubre de 2009 en Wayback Machine.    | Bandera de Polonia           | Polonia           |
| 10 de octubre de 2009    | Bratislava       | Eslovaquia        | Bandera de Eslovaquia        | 0:2 (0:0) Archivado el 12 de octubre de 2009 en Wayback Machine.    | Bandera de Eslovenia         | Eslovenia         |
| 14 de octubre de 2009    | Serravalle       | San Marino        | Bandera de San Marino        | 0:3 (0:1) Archivado el 18 de octubre de 2009 en Wayback Machine.    | Bandera de Eslovenia         | Eslovenia         |
| 14 de octubre de 2009    | Praga            | República Checa   | Bandera de República Checa   | 0:0 Archivado el 17 de octubre de 2009 en Wayback Machine.          | Bandera de Irlanda del Norte | Irlanda del Norte |
| 14 de octubre de 2009    | Chorzów          | Polonia           | Bandera de Polonia           | 0:1 (0:1) Archivado el 5 de mayo de 2010 en Wayback Machine.        | Bandera de Eslovaquia        | Eslovaquia        |

### Grupo 4
| Pos. | Equipo        | Pts. | PJ | G | E | P | GF | GC | Dif. | Clasificación |
| ---- | ------------- | ---- | -- | - | - | - | -- | -- | ---- | ------------- |
| 1    | Alemania      | 26   | 10 | 8 | 2 | 0 | 26 | 5  | +21  | Mundial 2010  |
| 2    | Rusia         | 22   | 10 | 7 | 1 | 2 | 19 | 6  | +13  | Play-offs     |
| 3    | Finlandia     | 18   | 10 | 5 | 3 | 2 | 14 | 14 | 0    |               |
| 4    | Gales         | 12   | 10 | 4 | 0 | 6 | 9  | 12 | −3   |               |
| 5    | Azerbaiyán    | 5    | 10 | 1 | 2 | 7 | 4  | 14 | −10  |               |
| 6    | Liechtenstein | 2    | 10 | 0 | 2 | 8 | 2  | 23 | −21  |               |

 Fuente: [cita requerida]
| Fecha                    | Lugar           |               |                          | Resultado                                                           |                          |               |
| ------------------------ | --------------- | ------------- | ------------------------ | ------------------------------------------------------------------- | ------------------------ | ------------- |
| 6 de septiembre de 2008  | Cardiff         | Gales         | Bandera de Gales         | 1:0 (0:0) Archivado el 2 de abril de 2009 en Wayback Machine.       | Bandera de Azerbaiyán    | Azerbaiyán    |
| 6 de septiembre de 2008  | Vaduz           | Liechtenstein | Bandera de Liechtenstein | 0:6 (0:1) Archivado el 12 de octubre de 2008 en Wayback Machine.    | Bandera de Alemania      | Alemania      |
| 10 de septiembre de 2008 | Moscú           | Rusia         | Bandera de Rusia         | 2:1 (1:0) Archivado el 10 de abril de 2009 en Wayback Machine.      | Bandera de Gales         | Gales         |
| 10 de septiembre de 2008 | Helsinki        | Finlandia     | Bandera de Finlandia     | 3:3 (2:2) Archivado el 23 de septiembre de 2009 en Wayback Machine. | Bandera de Alemania      | Alemania      |
| 10 de septiembre de 2008 | Bakú            | Azerbaiyán    | Bandera de Azerbaiyán    | 0:0 Archivado el 14 de octubre de 2008 en Wayback Machine.          | Bandera de Liechtenstein | Liechtenstein |
| 11 de octubre de 2008    | Helsinki        | Finlandia     | Bandera de Finlandia     | 1:0 (0:0) Archivado el 16 de abril de 2009 en Wayback Machine.      | Bandera de Azerbaiyán    | Azerbaiyán    |
| 11 de octubre de 2008    | Cardiff         | Gales         | Bandera de Gales         | 2:0 (1:0) Archivado el 13 de febrero de 2009 en Wayback Machine.    | Bandera de Liechtenstein | Liechtenstein |
| 11 de octubre de 2008    | Dortmund        | Alemania      | Bandera de Alemania      | 2:1 (2:0) Archivado el 27 de marzo de 2009 en Wayback Machine.      | Bandera de Rusia         | Rusia         |
| 15 de octubre de 2008    | Moscú           | Rusia         | Bandera de Rusia         | 3:0 (1:0) Archivado el 12 de octubre de 2009 en Wayback Machine.    | Bandera de Finlandia     | Finlandia     |
| 15 de octubre de 2008    | Mönchengladbach | Alemania      | Bandera de Alemania      | 1:0 (0:0) Archivado el 27 de marzo de 2009 en Wayback Machine.      | Bandera de Gales         | Gales         |
| 28 de marzo de 2009      | Cardiff         | Gales         | Bandera de Gales         | 0:2 (0:1) Archivado el 3 de abril de 2009 en Wayback Machine.       | Bandera de Finlandia     | Finlandia     |
| 28 de marzo de 2009      | Moscú           | Rusia         | Bandera de Rusia         | 2:0 (1:0) Archivado el 2 de abril de 2009 en Wayback Machine.       | Bandera de Azerbaiyán    | Azerbaiyán    |
| 28 de marzo de 2009      | Leipzig         | Alemania      | Bandera de Alemania      | 4:0 (1:0) Archivado el 1 de abril de 2009 en Wayback Machine.       | Bandera de Liechtenstein | Liechtenstein |
| 1 de abril de 2009       | Vaduz           | Liechtenstein | Bandera de Liechtenstein | 0:1 (0:1) Archivado el 4 de abril de 2009 en Wayback Machine.       | Bandera de Rusia         | Rusia         |
| 1 de abril de 2009       | Cardiff         | Gales         | Bandera de Gales         | 0:2 (0:1) Archivado el 4 de abril de 2009 en Wayback Machine.       | Bandera de Alemania      | Alemania      |
| 6 de junio de 2009       | Helsinki        | Finlandia     | Bandera de Finlandia     | 2:1 (1:1) Archivado el 14 de septiembre de 2014 en Wayback Machine. | Bandera de Liechtenstein | Liechtenstein |
| 6 de junio de 2009       | Bakú            | Azerbaiyán    | Bandera de Azerbaiyán    | 0:1 (0:1) Archivado el 14 de septiembre de 2014 en Wayback Machine. | Bandera de Gales         | Gales         |
| 10 de junio de 2009      | Helsinki        | Finlandia     | Bandera de Finlandia     | 0:3 (0:1) Archivado el 12 de octubre de 2009 en Wayback Machine.    | Bandera de Rusia         | Rusia         |
| 12 de agosto de 2009     | Bakú            | Azerbaiyán    | Bandera de Azerbaiyán    | 0:2 (0:1) Archivado el 17 de agosto de 2009 en Wayback Machine.     | Bandera de Alemania      | Alemania      |
| 5 de septiembre de 2009  | San Petersburgo | Rusia         | Bandera de Rusia         | 3:0 (3:0) Archivado el 8 de septiembre de 2009 en Wayback Machine.  | Bandera de Liechtenstein | Liechtenstein |
| 5 de septiembre de 2009  | Lankaran City   | Azerbaiyán    | Bandera de Azerbaiyán    | 1:2 (0:0) Archivado el 8 de septiembre de 2009 en Wayback Machine.  | Bandera de Finlandia     | Finlandia     |
| 9 de septiembre de 2009  | Vaduz           | Liechtenstein | Bandera de Liechtenstein | 1:1 (0:0) Archivado el 11 de septiembre de 2009 en Wayback Machine. | Bandera de Finlandia     | Finlandia     |
| 9 de septiembre de 2009  | Cardiff         | Gales         | Bandera de Gales         | 1:3 (0:1) Archivado el 12 de septiembre de 2009 en Wayback Machine. | Bandera de Rusia         | Rusia         |
| 9 de septiembre de 2009  | Hanóver         | Alemania      | Bandera de Alemania      | 4:0 (1:0) Archivado el 11 de septiembre de 2009 en Wayback Machine. | Bandera de Azerbaiyán    | Azerbaiyán    |
| 10 de octubre de 2009    | Helsinki        | Finlandia     | Bandera de Finlandia     | 2:1 (1:1) Archivado el 1 de noviembre de 2009 en Wayback Machine.   | Bandera de Gales         | Gales         |
| 10 de octubre de 2009    | Moscú           | Rusia         | Bandera de Rusia         | 0:1 (0:1) Archivado el 13 de octubre de 2009 en Wayback Machine.    | Bandera de Alemania      | Alemania      |
| 10 de octubre de 2009    | Vaduz           | Liechtenstein | Bandera de Liechtenstein | 0:2 (0:0) Archivado el 1 de noviembre de 2009 en Wayback Machine.   | Bandera de Azerbaiyán    | Azerbaiyán    |
| 14 de octubre de 2009    | Hamburgo        | Alemania      | Bandera de Alemania      | 1:1 (0:1) Archivado el 4 de diciembre de 2009 en Wayback Machine.   | Bandera de Finlandia     | Finlandia     |
| 14 de octubre de 2009    | Vaduz           | Liechtenstein | Bandera de Liechtenstein | 0:2 (0:1) Archivado el 19 de octubre de 2009 en Wayback Machine.    | Bandera de Gales         | Gales         |
| 14 de octubre de 2009    | Bakú            | Azerbaiyán    | Bandera de Azerbaiyán    | 1:1 (0:1) Archivado el 5 de mayo de 2010 en Wayback Machine.        | Bandera de Rusia         | Rusia         |

### Grupo 5
| Pos. | Equipo               | Pts. | PJ | G  | E | P | GF | GC | Dif. | Clasificación |
| ---- | -------------------- | ---- | -- | -- | - | - | -- | -- | ---- | ------------- |
| 1    | España               | 30   | 10 | 10 | 0 | 0 | 28 | 5  | +23  | Mundial 2010  |
| 2    | Bosnia y Herzegovina | 19   | 10 | 6  | 1 | 3 | 25 | 13 | +12  | Play-offs     |
| 3    | Turquía              | 15   | 10 | 4  | 3 | 3 | 13 | 10 | +3   |               |
| 4    | Bélgica              | 10   | 10 | 3  | 1 | 6 | 13 | 20 | −7   |               |
| 5    | Estonia              | 8    | 10 | 2  | 2 | 6 | 9  | 24 | −15  |               |
| 6    | Armenia              | 4    | 10 | 1  | 1 | 8 | 6  | 22 | −16  |               |

 Fuente: [cita requerida]
| Fecha                    | Lugar     |                    |                                 | Resultado                                                           |                                 |                    |
| ------------------------ | --------- | ------------------ | ------------------------------- | ------------------------------------------------------------------- | ------------------------------- | ------------------ |
| 6 de septiembre de 2008  | Lieja     | Bélgica            | Bandera de Bélgica              | 3:2 (1:0) Archivado el 8 de septiembre de 2009 en Wayback Machine.  | Bandera de Estonia              | Estonia            |
| 6 de septiembre de 2008  | Ereván    | Armenia            | Bandera de Armenia              | 0:2 (0:1) Archivado el 14 de septiembre de 2014 en Wayback Machine. | Bandera de Turquía              | Turquía            |
| 6 de septiembre de 2008  | Murcia    | España             | Bandera de España               | 1:0 (0:0) Archivado el 14 de abril de 2009 en Wayback Machine.      | Bandera de Bosnia y Herzegovina | Bosnia-Herzegovina |
| 10 de septiembre de 2008 | Zenica    | Bosnia-Herzegovina | Bandera de Bosnia y Herzegovina | 7:0 (2:0) Archivado el 19 de septiembre de 2009 en Wayback Machine. | Bandera de Estonia              | Estonia            |
| 10 de septiembre de 2008 | Estambul  | Turquía            | Bandera de Turquía              | 1:1 (0:1) Archivado el 13 de octubre de 2008 en Wayback Machine.    | Bandera de Bélgica              | Bélgica            |
| 10 de septiembre de 2008 | Albacete  | España             | Bandera de España               | 4:0 (2:0) Archivado el 11 de julio de 2010 en Wayback Machine.      | Bandera de Armenia              | Armenia            |
| 11 de octubre de 2008    | Bruselas  | Bélgica            | Bandera de Bélgica              | 2:0 (2:0) Archivado el 11 de febrero de 2009 en Wayback Machine.    | Bandera de Armenia              | Armenia            |
| 11 de octubre de 2008    | Estambul  | Turquía            | Bandera de Turquía              | 2:1 (0:1) Archivado el 13 de febrero de 2009 en Wayback Machine.    | Bandera de Bosnia y Herzegovina | Bosnia-Herzegovina |
| 11 de octubre de 2008    | Tallin    | Estonia            | Bandera de Estonia              | 0:3 (0:2) Archivado el 10 de septiembre de 2009 en Wayback Machine. | Bandera de España               | España             |
| 15 de octubre de 2008    | Zenica    | Bosnia-Herzegovina | Bandera de Bosnia y Herzegovina | 4:1 (2:0) Archivado el 3 de abril de 2009 en Wayback Machine.       | Bandera de Armenia              | Armenia            |
| 15 de octubre de 2008    | Bruselas  | Bélgica            | Bandera de Bélgica              | 1:2 (1:1) Archivado el 27 de julio de 2010 en Wayback Machine.      | Bandera de España               | España             |
| 15 de octubre de 2008    | Tallin    | Estonia            | Bandera de Estonia              | 0:0 Archivado el 19 de septiembre de 2009 en Wayback Machine.       | Bandera de Turquía              | Turquía            |
| 28 de marzo de 2009      | Ereván    | Armenia            | Bandera de Armenia              | 2:2 (1:1) Archivado el 23 de septiembre de 2009 en Wayback Machine. | Bandera de Estonia              | Estonia            |
| 28 de marzo de 2009      | Genk      | Bélgica            | Bandera de Bélgica              | 2:4 (0:1) Archivado el 31 de marzo de 2009 en Wayback Machine.      | Bandera de Bosnia y Herzegovina | Bosnia-Herzegovina |
| 28 de marzo de 2009      | Madrid    | España             | Bandera de España               | 1:0 (0:0) Archivado el 31 de marzo de 2009 en Wayback Machine.      | Bandera de Turquía              | Turquía            |
| 1 de abril de 2009       | Tallin    | Estonia            | Bandera de Estonia              | 1:0 (0:0) Archivado el 19 de septiembre de 2009 en Wayback Machine. | Bandera de Armenia              | Armenia            |
| 1 de abril de 2009       | Zenica    | Bosnia-Herzegovina | Bandera de Bosnia y Herzegovina | 2:1 (2:0) Archivado el 5 de abril de 2009 en Wayback Machine.       | Bandera de Bélgica              | Bélgica            |
| 1 de abril de 2009       | Estambul  | Turquía            | Bandera de Turquía              | 1:2 (1:0) Archivado el 3 de abril de 2009 en Wayback Machine.       | Bandera de España               | España             |
| 5 de septiembre de 2009  | Ereván    | Armenia            | Bandera de Armenia              | 0:2 (0:1) Archivado el 8 de septiembre de 2009 en Wayback Machine.  | Bandera de Bosnia y Herzegovina | Bosnia-Herzegovina |
| 5 de septiembre de 2009  | Kayseri   | Turquía            | Bandera de Turquía              | 4:2 (2:1) Archivado el 5 de septiembre de 2009 en Wayback Machine.  | Bandera de Estonia              | Estonia            |
| 5 de septiembre de 2009  | La Coruña | España             | Bandera de España               | 5:0 (1:0) Archivado el 9 de septiembre de 2009 en Wayback Machine.  | Bandera de Bélgica              | Bélgica            |
| 9 de septiembre de 2009  | Zenica    | Bosnia-Herzegovina | Bandera de Bosnia y Herzegovina | 1:1 (1:1) Archivado el 11 de septiembre de 2009 en Wayback Machine. | Bandera de Turquía              | Turquía            |
| 9 de septiembre de 2009  | Ereván    | Armenia            | Bandera de Armenia              | 2:1 (1:0) Archivado el 11 de septiembre de 2009 en Wayback Machine. | Bandera de Bélgica              | Bélgica            |
| 9 de septiembre de 2009  | Mérida    | España             | Bandera de España               | 3:0 (1:0) Archivado el 10 de septiembre de 2009 en Wayback Machine. | Bandera de Estonia              | Estonia            |
| 10 de octubre de 2009    | Tallin    | Estonia            | Bandera de Estonia              | 0:2 (0:1) Archivado el 4 de diciembre de 2009 en Wayback Machine.   | Bandera de Bosnia y Herzegovina | Bosnia-Herzegovina |
| 10 de octubre de 2009    | Bruselas  | Bélgica            | Bandera de Bélgica              | 2:0 (1:0) Archivado el 13 de octubre de 2009 en Wayback Machine.    | Bandera de Turquía              | Turquía            |
| 10 de octubre de 2009    | Ereván    | Armenia            | Bandera de Armenia              | 1:2 (0:1) Archivado el 10 de octubre de 2009 en Wayback Machine.    | Bandera de España               | España             |
| 14 de octubre de 2009    | Zenica    | Bosnia-Herzegovina | Bandera de Bosnia y Herzegovina | 2:5 (0:2) Archivado el 19 de octubre de 2009 en Wayback Machine.    | Bandera de España               | España             |
| 14 de octubre de 2009    | Bursa     | Turquía            | Bandera de Turquía              | 2:0 (2:0) Archivado el 14 de septiembre de 2014 en Wayback Machine. | Bandera de Armenia              | Armenia            |
| 14 de octubre de 2009    | Tallin    | Estonia            | Bandera de Estonia              | 2:0 (1:0) Archivado el 17 de octubre de 2009 en Wayback Machine.    | Bandera de Bélgica              | Bélgica            |

### Grupo 6
| Pos. | Equipo      | Pts. | PJ | G | E | P  | GF | GC | Dif. | Clasificación |
| ---- | ----------- | ---- | -- | - | - | -- | -- | -- | ---- | ------------- |
| 1    | Inglaterra  | 27   | 10 | 9 | 0 | 1  | 34 | 6  | +28  | Mundial 2010  |
| 2    | Ucrania     | 21   | 10 | 6 | 3 | 1  | 21 | 6  | +15  | Play-offs     |
| 3    | Croacia     | 20   | 10 | 6 | 2 | 2  | 19 | 13 | +6   |               |
| 4    | Bielorrusia | 13   | 10 | 4 | 1 | 5  | 19 | 14 | +5   |               |
| 5    | Kazajistán  | 6    | 10 | 2 | 0 | 8  | 11 | 29 | −18  |               |
| 6    | Andorra     | 0    | 10 | 0 | 0 | 10 | 3  | 39 | −36  |               |

 Fuente: [cita requerida]
| Fecha                    | Lugar              |             |                        | Resultado                                                           |                        |             |
| ------------------------ | ------------------ | ----------- | ---------------------- | ------------------------------------------------------------------- | ---------------------- | ----------- |
| 20 de agosto de 2008     | Almaty             | Kazajistán  | Bandera de Kazajistán  | 3:0 (3:0) Archivado el 13 de septiembre de 2009 en Wayback Machine. | Bandera de Andorra     | Andorra     |
| 6 de septiembre de 2008  | Lviv               | Ucrania     | Bandera de Ucrania     | 1:0 (0:0) Archivado el 19 de julio de 2010 en Wayback Machine.      | Bandera de Bielorrusia | Bielorrusia |
| 6 de septiembre de 2008  | Barcelona (España) | Andorra     | Bandera de Andorra     | 0:2 (0:0) Archivado el 19 de abril de 2009 en Wayback Machine.      | Bandera de Inglaterra  | Inglaterra  |
| 6 de septiembre de 2008  | Zagreb             | Croacia     | Bandera de Croacia     | 3:0 (2:0) Archivado el 11 de septiembre de 2009 en Wayback Machine. | Bandera de Kazajistán  | Kazajistán  |
| 10 de septiembre de 2008 | Andorra la Vieja   | Andorra     | Bandera de Andorra     | 1:3 (0:1) Archivado el 1 de abril de 2009 en Wayback Machine.       | Bandera de Bielorrusia | Bielorrusia |
| 10 de septiembre de 2008 | Zagreb             | Croacia     | Bandera de Croacia     | 1:4 (0:1) Archivado el 14 de septiembre de 2014 en Wayback Machine. | Bandera de Inglaterra  | Inglaterra  |
| 10 de septiembre de 2008 | Almaty             | Kazajistán  | Bandera de Kazajistán  | 1:3 (0:1) Archivado el 11 de septiembre de 2009 en Wayback Machine. | Bandera de Ucrania     | Ucrania     |
| 11 de octubre de 2008    | Londres            | Inglaterra  | Bandera de Inglaterra  | 5:1 (0:0) Archivado el 19 de abril de 2009 en Wayback Machine.      | Bandera de Kazajistán  | Kazajistán  |
| 11 de octubre de 2008    | Járkov             | Ucrania     | Bandera de Ucrania     | 0:0 Archivado el 21 de marzo de 2009 en Wayback Machine.            | Bandera de Croacia     | Croacia     |
| 15 de octubre de 2008    | Zagreb             | Croacia     | Bandera de Croacia     | 4:0 (2:0) Archivado el 19 de febrero de 2009 en Wayback Machine.    | Bandera de Andorra     | Andorra     |
| 15 de octubre de 2008    | Minsk              | Bielorrusia | Bandera de Bielorrusia | 1:3 (1:1) Archivado el 19 de abril de 2009 en Wayback Machine.      | Bandera de Inglaterra  | Inglaterra  |
| 1 de abril de 2009       | Londres            | Inglaterra  | Bandera de Inglaterra  | 2:1 (1:0) Archivado el 19 de abril de 2009 en Wayback Machine.      | Bandera de Ucrania     | Ucrania     |
| 1 de abril de 2009       | Almaty             | Kazajistán  | Bandera de Kazajistán  | 1:5 (1:0) Archivado el 4 de abril de 2009 en Wayback Machine.       | Bandera de Bielorrusia | Bielorrusia |
| 1 de abril de 2009       | Andorra la Vieja   | Andorra     | Bandera de Andorra     | 0:2 (0:2) Archivado el 1 de julio de 2009 en Wayback Machine.       | Bandera de Croacia     | Croacia     |
| 6 de junio de 2009       | Goradnia           | Bielorrusia | Bandera de Bielorrusia | 5:1 (2:0) Archivado el 12 de junio de 2009 en Wayback Machine.      | Bandera de Andorra     | Andorra     |
| 6 de junio de 2009       | Zagreb             | Croacia     | Bandera de Croacia     | 2:2 (1:1) Archivado el 28 de junio de 2009 en Wayback Machine.      | Bandera de Ucrania     | Ucrania     |
| 6 de junio de 2009       | Almaty             | Kazajistán  | Bandera de Kazajistán  | 0:4 (0:2) Archivado el 11 de junio de 2009 en Wayback Machine.      | Bandera de Inglaterra  | Inglaterra  |
| 10 de junio de 2009      | Kiev               | Ucrania     | Bandera de Ucrania     | 2:1 (1:1) Archivado el 13 de septiembre de 2009 en Wayback Machine. | Bandera de Kazajistán  | Kazajistán  |
| 10 de junio de 2009      | Londres            | Inglaterra  | Bandera de Inglaterra  | 6:0 (3:0) Archivado el 13 de junio de 2009 en Wayback Machine.      | Bandera de Andorra     | Andorra     |
| 12 de agosto de 2009     | Minsk              | Bielorrusia | Bandera de Bielorrusia | 1:3 (0:1) Archivado el 17 de agosto de 2009 en Wayback Machine.     | Bandera de Croacia     | Croacia     |
| 5 de septiembre de 2009  | Kiev               | Ucrania     | Bandera de Ucrania     | 5:0 (2:0) Archivado el 8 de septiembre de 2009 en Wayback Machine.  | Bandera de Andorra     | Andorra     |
| 5 de septiembre de 2009  | Zagreb             | Croacia     | Bandera de Croacia     | 1:0 (1:0) Archivado el 8 de septiembre de 2009 en Wayback Machine.  | Bandera de Bielorrusia | Bielorrusia |
| 9 de septiembre de 2009  | Andorra la Vieja   | Andorra     | Bandera de Andorra     | 1:3 (0:3) Archivado el 11 de septiembre de 2009 en Wayback Machine. | Bandera de Kazajistán  | Kazajistán  |
| 9 de septiembre de 2009  | Minsk              | Bielorrusia | Bandera de Bielorrusia | 0:0 Archivado el 12 de septiembre de 2009 en Wayback Machine.       | Bandera de Ucrania     | Ucrania     |
| 9 de septiembre de 2009  | Londres            | Inglaterra  | Bandera de Inglaterra  | 5:1 (2:0) Archivado el 12 de septiembre de 2009 en Wayback Machine. | Bandera de Croacia     | Croacia     |
| 10 de octubre de 2009    | Brest              | Bielorrusia | Bandera de Bielorrusia | 4:0 (1:0) Archivado el 14 de octubre de 2009 en Wayback Machine.    | Bandera de Kazajistán  | Kazajistán  |
| 10 de octubre de 2009    | Dnipropetrovsk     | Ucrania     | Bandera de Ucrania     | 1:0 (1:0) Archivado el 11 de octubre de 2009 en Wayback Machine.    | Bandera de Inglaterra  | Inglaterra  |
| 14 de octubre de 2009    | Andorra la Vieja   | Andorra     | Bandera de Andorra     | 0:6 (0:1) Archivado el 18 de octubre de 2009 en Wayback Machine.    | Bandera de Ucrania     | Ucrania     |
| 14 de octubre de 2009    | Londres            | Inglaterra  | Bandera de Inglaterra  | 3:0 (1:0) Archivado el 19 de octubre de 2009 en Wayback Machine.    | Bandera de Bielorrusia | Bielorrusia |
| 14 de octubre de 2009    | Astaná             | Kazajistán  | Bandera de Kazajistán  | 1:2 (1:1) Archivado el 11 de octubre de 2009 en Wayback Machine.    | Bandera de Croacia     | Croacia     |

### Grupo 7
| Pos. | Equipo      | Pts. | PJ | G | E | P | GF | GC | Dif. | Clasificación |
| ---- | ----------- | ---- | -- | - | - | - | -- | -- | ---- | ------------- |
| 1    | Serbia      | 22   | 10 | 7 | 1 | 2 | 22 | 8  | +14  | Mundial 2010  |
| 2    | Francia     | 21   | 10 | 6 | 3 | 1 | 18 | 9  | +9   | Play-offs     |
| 3    | Austria     | 14   | 10 | 4 | 2 | 4 | 14 | 15 | −1   |               |
| 4    | Lituania    | 12   | 10 | 4 | 0 | 6 | 10 | 11 | −1   |               |
| 5    | Rumania     | 12   | 10 | 3 | 3 | 4 | 12 | 18 | −6   |               |
| 6    | Islas Feroe | 4    | 10 | 1 | 1 | 8 | 5  | 20 | −15  |               |

 Fuente: [cita requerida]
| Fecha                    | Lugar        |             |                        | Resultado                                                           |                        |             |
| ------------------------ | ------------ | ----------- | ---------------------- | ------------------------------------------------------------------- | ---------------------- | ----------- |
| 6 de septiembre de 2008  | Belgrado     | Serbia      | Bandera de Serbia      | 2:0 (1:0) Archivado el 1 de mayo de 2009 en Wayback Machine.        | Bandera de Islas Feroe | Islas Feroe |
| 6 de septiembre de 2008  | Viena        | Austria     | Bandera de Austria     | 3:1 (2:0) Archivado el 1 de mayo de 2009 en Wayback Machine.        | Bandera de Francia     | Francia     |
| 6 de septiembre de 2008  | Cluj-Napoca  | Rumania     | Bandera de Rumania     | 0:3 (0:1) Archivado el 30 de marzo de 2009 en Wayback Machine.      | Bandera de Lituania    | Lituania    |
| 10 de septiembre de 2008 | Tórshavn     | Islas Feroe | Bandera de Islas Feroe | 0:1 (0:0) Archivado el 30 de marzo de 2009 en Wayback Machine.      | Bandera de Rumania     | Rumania     |
| 10 de septiembre de 2008 | Marijampolė  | Lituania    | Bandera de Lituania    | 2:0 (0:0) Archivado el 12 de septiembre de 2009 en Wayback Machine. | Bandera de Austria     | Austria     |
| 10 de septiembre de 2008 | Saint-Denis  | Francia     | Bandera de Francia     | 2:1 (0:0) Archivado el 27 de mayo de 2010 en Wayback Machine.       | Bandera de Serbia      | Serbia      |
| 11 de octubre de 2008    | Tórshavn     | Islas Feroe | Bandera de Islas Feroe | 1:1 (0:0) Archivado el 1 de abril de 2009 en Wayback Machine.       | Bandera de Austria     | Austria     |
| 11 de octubre de 2008    | Belgrado     | Serbia      | Bandera de Serbia      | 3:0 (2:0) Archivado el 1 de mayo de 2009 en Wayback Machine.        | Bandera de Lituania    | Lituania    |
| 11 de octubre de 2008    | Constanza    | Rumania     | Bandera de Rumania     | 2:2 (2:1) Archivado el 28 de febrero de 2009 en Wayback Machine.    | Bandera de Francia     | Francia     |
| 15 de octubre de 2008    | Kaunas       | Lituania    | Bandera de Lituania    | 1:0 (1:0) Archivado el 22 de septiembre de 2009 en Wayback Machine. | Bandera de Islas Feroe | Islas Feroe |
| 15 de octubre de 2008    | Viena        | Austria     | Bandera de Austria     | 1:3 (0:3) Archivado el 2 de febrero de 2009 en Wayback Machine.     | Bandera de Serbia      | Serbia      |
| 28 de marzo de 2009      | Constanza    | Rumania     | Bandera de Rumania     | 2:3 (0:2) Archivado el 30 de marzo de 2009 en Wayback Machine.      | Bandera de Serbia      | Serbia      |
| 28 de marzo de 2009      | Kaunas       | Lituania    | Bandera de Lituania    | 0:1 (0:0) Archivado el 1 de abril de 2009 en Wayback Machine.       | Bandera de Francia     | Francia     |
| 1 de abril de 2009       | Klagenfurt   | Austria     | Bandera de Austria     | 2:1 (2:1) Archivado el 2 de abril de 2009 en Wayback Machine.       | Bandera de Rumania     | Rumania     |
| 1 de abril de 2009       | Saint-Denis  | Francia     | Bandera de Francia     | 1:0 (0:0) Archivado el 1 de mayo de 2009 en Wayback Machine.        | Bandera de Lituania    | Lituania    |
| 6 de junio de 2009       | Belgrado     | Serbia      | Bandera de Serbia      | 1:0 (1:0) Archivado el 11 de junio de 2009 en Wayback Machine.      | Bandera de Austria     | Austria     |
| 6 de junio de 2009       | Marijampolė  | Lituania    | Bandera de Lituania    | 0:1 (0:1) Archivado el 23 de septiembre de 2009 en Wayback Machine. | Bandera de Rumania     | Rumania     |
| 10 de junio de 2009      | Tórshavn     | Islas Feroe | Bandera de Islas Feroe | 0:2 (0:1) Archivado el 14 de junio de 2009 en Wayback Machine.      | Bandera de Serbia      | Serbia      |
| 12 de agosto de 2009     | Tórshavn     | Islas Feroe | Bandera de Islas Feroe | 0:1 (0:1) Archivado el 16 de agosto de 2009 en Wayback Machine.     | Bandera de Francia     | Francia     |
| 5 de septiembre de 2009  | Graz         | Austria     | Bandera de Austria     | 3:1 (2:0) Archivado el 12 de septiembre de 2009 en Wayback Machine. | Bandera de Islas Feroe | Islas Feroe |
| 5 de septiembre de 2009  | Saint-Denis  | Francia     | Bandera de Francia     | 1:1 (0:0) Archivado el 8 de septiembre de 2009 en Wayback Machine.  | Bandera de Rumania     | Rumania     |
| 9 de septiembre de 2009  | Toftir       | Islas Feroe | Bandera de Islas Feroe | 2:1 (2:1) Archivado el 11 de septiembre de 2009 en Wayback Machine. | Bandera de Lituania    | Lituania    |
| 9 de septiembre de 2009  | Bucarest     | Rumania     | Bandera de Rumania     | 1:1 (0:0) Archivado el 12 de septiembre de 2009 en Wayback Machine. | Bandera de Austria     | Austria     |
| 9 de septiembre de 2009  | Belgrado     | Serbia      | Bandera de Serbia      | 1:1 (1:1) Archivado el 11 de septiembre de 2009 en Wayback Machine. | Bandera de Francia     | Francia     |
| 10 de octubre de 2009    | Belgrado     | Serbia      | Bandera de Serbia      | 5:0 (1:0) Archivado el 13 de octubre de 2009 en Wayback Machine.    | Bandera de Rumania     | Rumania     |
| 10 de octubre de 2009    | Innsbruck    | Austria     | Bandera de Austria     | 2:1 (1:0) Archivado el 11 de noviembre de 2009 en Wayback Machine.  | Bandera de Lituania    | Lituania    |
| 10 de octubre de 2009    | Guingamp     | Francia     | Bandera de Francia     | 5:0 (2:0) Archivado el 13 de octubre de 2009 en Wayback Machine.    | Bandera de Islas Feroe | Islas Feroe |
| 14 de octubre de 2009    | Piatra Neamţ | Rumania     | Bandera de Rumania     | 3:1 (1:0) Archivado el 20 de diciembre de 2009 en Wayback Machine.  | Bandera de Islas Feroe | Islas Feroe |
| 14 de octubre de 2009    | Marijampolė  | Lituania    | Bandera de Lituania    | 2:1 (1:0) Archivado el 17 de octubre de 2009 en Wayback Machine.    | Bandera de Serbia      | Serbia      |
| 14 de octubre de 2009    | Saint-Denis  | Francia     | Bandera de Francia     | 3:1 (2:0) Archivado el 17 de octubre de 2009 en Wayback Machine.    | Bandera de Austria     | Austria     |

### Grupo 8
| Pos. | Equipo     | Pts. | PJ | G | E | P | GF | GC | Dif. | Clasificación |
| ---- | ---------- | ---- | -- | - | - | - | -- | -- | ---- | ------------- |
| 1    | Italia     | 24   | 10 | 7 | 3 | 0 | 18 | 7  | +11  | Mundial 2010  |
| 2    | Irlanda    | 18   | 10 | 4 | 6 | 0 | 12 | 8  | +4   | Play-offs     |
| 3    | Bulgaria   | 14   | 10 | 3 | 5 | 2 | 17 | 13 | +4   |               |
| 4    | Chipre     | 9    | 10 | 2 | 3 | 5 | 14 | 16 | −2   |               |
| 5    | Montenegro | 9    | 10 | 1 | 6 | 3 | 9  | 14 | −5   |               |
| 6    | Georgia    | 3    | 10 | 0 | 3 | 7 | 7  | 19 | −12  |               |

 Fuente: [cita requerida]
| Fecha                    | Lugar               |            |                       | Resultado                                                           |                       |            |
| ------------------------ | ------------------- | ---------- | --------------------- | ------------------------------------------------------------------- | --------------------- | ---------- |
| 6 de septiembre de 2008  | Maguncia (Alemania) | Georgia    | Bandera de Georgia    | 1:2 (0:1) Archivado el 16 de octubre de 2009 en Wayback Machine.    | Bandera de Irlanda    | Irlanda    |
| 6 de septiembre de 2008  | Podgorica           | Montenegro | Bandera de Montenegro | 2:2 (0:1) Archivado el 2 de abril de 2009 en Wayback Machine.       | Bandera de Bulgaria   | Bulgaria   |
| 6 de septiembre de 2008  | Lárnaca             | Chipre     | Bandera de Chipre     | 1:2 (1:1) Archivado el 5 de mayo de 2010 en Wayback Machine.        | Bandera de Italia     | Italia     |
| 10 de septiembre de 2008 | Podgorica           | Montenegro | Bandera de Montenegro | 0:0 Archivado el 16 de octubre de 2009 en Wayback Machine.          | Bandera de Irlanda    | Irlanda    |
| 10 de septiembre de 2008 | Udine               | Italia     | Bandera de Italia     | 2:0 (1:0) Archivado el 8 de septiembre de 2009 en Wayback Machine.  | Bandera de Georgia    | Georgia    |
| 11 de octubre de 2008    | Tiflis              | Georgia    | Bandera de Georgia    | 1:1 (0:0) Archivado el 5 de mayo de 2010 en Wayback Machine.        | Bandera de Chipre     | Chipre     |
| 11 de octubre de 2008    | Sofía               | Bulgaria   | Bandera de Bulgaria   | 0:0 Archivado el 5 de mayo de 2010 en Wayback Machine.              | Bandera de Italia     | Italia     |
| 15 de octubre de 2008    | Dublín              | Irlanda    | Bandera de Irlanda    | 1:0 (1:0) Archivado el 16 de octubre de 2009 en Wayback Machine.    | Bandera de Chipre     | Chipre     |
| 15 de octubre de 2008    | Tiflis              | Georgia    | Bandera de Georgia    | 0:0 Archivado el 5 de mayo de 2010 en Wayback Machine.              | Bandera de Bulgaria   | Bulgaria   |
| 15 de octubre de 2008    | Lecce               | Italia     | Bandera de Italia     | 2:1 (2:1) Archivado el 1 de mayo de 2009 en Wayback Machine.        | Bandera de Montenegro | Montenegro |
| 11 de febrero de 2009    | Dublín              | Irlanda    | Bandera de Irlanda    | 2:1 (0:1) Archivado el 14 de febrero de 2009 en Wayback Machine.    | Bandera de Georgia    | Georgia    |
| 28 de marzo de 2009      | Dublín              | Irlanda    | Bandera de Irlanda    | 1:1 (1:0) Archivado el 2 de abril de 2009 en Wayback Machine.       | Bandera de Bulgaria   | Bulgaria   |
| 28 de marzo de 2009      | Lárnaca             | Chipre     | Bandera de Chipre     | 2:1 (1:0) Archivado el 2 de abril de 2009 en Wayback Machine.       | Bandera de Georgia    | Georgia    |
| 28 de marzo de 2009      | Podgorica           | Montenegro | Bandera de Montenegro | 0:2 (0:1) Archivado el 31 de marzo de 2009 en Wayback Machine.      | Bandera de Italia     | Italia     |
| 1 de abril de 2009       | Sofía               | Bulgaria   | Bandera de Bulgaria   | 2:0 (1:0) Archivado el 4 de abril de 2009 en Wayback Machine.       | Bandera de Chipre     | Chipre     |
| 1 de abril de 2009       | Bari                | Italia     | Bandera de Italia     | 1:1 (1:0) Archivado el 9 de abril de 2009 en Wayback Machine.       | Bandera de Irlanda    | Irlanda    |
| 1 de abril de 2009       | Tiflis              | Georgia    | Bandera de Georgia    | 0:0 Archivado el 5 de mayo de 2010 en Wayback Machine.              | Bandera de Montenegro | Montenegro |
| 6 de junio de 2009       | Sofía               | Bulgaria   | Bandera de Bulgaria   | 1:1 (1:1) Archivado el 16 de octubre de 2009 en Wayback Machine.    | Bandera de Irlanda    | Irlanda    |
| 6 de junio de 2009       | Lárnaca             | Chipre     | Bandera de Chipre     | 2:2 (2:0) Archivado el 5 de mayo de 2010 en Wayback Machine.        | Bandera de Montenegro | Montenegro |
| 5 de septiembre de 2009  | Sofía               | Bulgaria   | Bandera de Bulgaria   | 4:1 (1:1) Archivado el 8 de septiembre de 2009 en Wayback Machine.  | Bandera de Montenegro | Montenegro |
| 5 de septiembre de 2009  | Nicosia             | Chipre     | Bandera de Chipre     | 1:2 (1:1) Archivado el 9 de septiembre de 2009 en Wayback Machine.  | Bandera de Irlanda    | Irlanda    |
| 5 de septiembre de 2009  | Tiflis              | Georgia    | Bandera de Georgia    | 0:2 (0:0) Archivado el 9 de septiembre de 2009 en Wayback Machine.  | Bandera de Italia     | Italia     |
| 9 de septiembre de 2009  | Podgorica           | Montenegro | Bandera de Montenegro | 1:1 (0:0) Archivado el 11 de septiembre de 2009 en Wayback Machine. | Bandera de Chipre     | Chipre     |
| 9 de septiembre de 2009  | Turín               | Italia     | Bandera de Italia     | 2:0 (2:0) Archivado el 13 de septiembre de 2009 en Wayback Machine. | Bandera de Bulgaria   | Bulgaria   |
| 10 de octubre de 2009    | Podgorica           | Montenegro | Bandera de Montenegro | 2:1 (1:1) Archivado el 13 de octubre de 2009 en Wayback Machine.    | Bandera de Georgia    | Georgia    |
| 10 de octubre de 2009    | Lárnaca             | Chipre     | Bandera de Chipre     | 4:1 (2:1) Archivado el 16 de octubre de 2009 en Wayback Machine.    | Bandera de Bulgaria   | Bulgaria   |
| 10 de octubre de 2009    | Dublín              | Irlanda    | Bandera de Irlanda    | 2:2 (1:1) Archivado el 16 de octubre de 2009 en Wayback Machine.    | Bandera de Italia     | Italia     |
| 14 de octubre de 2009    | Dublín              | Irlanda    | Bandera de Irlanda    | 0:0 Archivado el 19 de octubre de 2009 en Wayback Machine.          | Bandera de Montenegro | Montenegro |
| 14 de octubre de 2009    | Parma               | Italia     | Bandera de Italia     | 3:2 (0:1) Archivado el 6 de abril de 2010 en Wayback Machine.       | Bandera de Chipre     | Chipre     |
| 14 de octubre de 2009    | Sofía               | Bulgaria   | Bandera de Bulgaria   | 6:2 (6:1) Archivado el 3 de mayo de 2010 en Wayback Machine.        | Bandera de Georgia    | Georgia    |

### Grupo 9
| Pos. | Equipo       | Pts. | PJ | G | E | P | GF | GC | Dif. | Clasificación |
| ---- | ------------ | ---- | -- | - | - | - | -- | -- | ---- | ------------- |
| 1    | Países Bajos | 24   | 8  | 8 | 0 | 0 | 17 | 2  | +15  | Mundial 2010  |
| 2    | Noruega      | 10   | 8  | 2 | 4 | 2 | 9  | 7  | +2   |               |
| 3    | Escocia      | 10   | 8  | 3 | 1 | 4 | 6  | 11 | −5   |               |
| 4    | Macedonia    | 7    | 8  | 2 | 1 | 5 | 5  | 11 | −6   |               |
| 5    | Islandia     | 5    | 8  | 1 | 2 | 5 | 7  | 13 | −6   |               |

 Fuente: [cita requerida]
| Fecha                    | Lugar     |              |                                | Resultado                                                           |                                |              |
| ------------------------ | --------- | ------------ | ------------------------------ | ------------------------------------------------------------------- | ------------------------------ | ------------ |
| 6 de septiembre de 2008  | Skopie    | Macedonia    | Bandera de Macedonia del Norte | 1:0 (1:0) Archivado el 1 de abril de 2009 en Wayback Machine.       | Bandera de Escocia             | Escocia      |
| 6 de septiembre de 2008  | Oslo      | Noruega      | Bandera de Noruega             | 2:2 (1:1) Archivado el 15 de octubre de 2008 en Wayback Machine.    | Bandera de Islandia            | Islandia     |
| 10 de septiembre de 2008 | Reikiavik | Islandia     | Bandera de Islandia            | 1:2 (0:1) Archivado el 16 de junio de 2009 en Wayback Machine.      | Bandera de Escocia             | Escocia      |
| 10 de septiembre de 2008 | Skopie    | Macedonia    | Bandera de Macedonia del Norte | 1:2 (0:0) Archivado el 15 de agosto de 2009 en Wayback Machine.     | Bandera de los Países Bajos    | Países Bajos |
| 11 de octubre de 2008    | Glasgow   | Escocia      | Bandera de Escocia             | 0:0 Archivado el 15 de junio de 2009 en Wayback Machine.            | Bandera de Noruega             | Noruega      |
| 11 de octubre de 2008    | Róterdam  | Países Bajos | Bandera de los Países Bajos    | 2:0 (1:0) Archivado el 2 de mayo de 2009 en Wayback Machine.        | Bandera de Islandia            | Islandia     |
| 15 de octubre de 2008    | Reikiavik | Islandia     | Bandera de Islandia            | 1:0 (1:0) Archivado el 18 de octubre de 2008 en Wayback Machine.    | Bandera de Macedonia del Norte | Macedonia    |
| 15 de octubre de 2008    | Oslo      | Noruega      | Bandera de Noruega             | 0:1 (0:0) Archivado el 17 de marzo de 2009 en Wayback Machine.      | Bandera de los Países Bajos    | Países Bajos |
| 28 de marzo de 2009      | Ámsterdam | Países Bajos | Bandera de los Países Bajos    | 3:0 (2:0) Archivado el 2 de abril de 2009 en Wayback Machine.       | Bandera de Escocia             | Escocia      |
| 1 de abril de 2009       | Glasgow   | Escocia      | Bandera de Escocia             | 2:1 (1:0) Archivado el 9 de abril de 2009 en Wayback Machine.       | Bandera de Islandia            | Islandia     |
| 1 de abril de 2009       | Ámsterdam | Países Bajos | Bandera de los Países Bajos    | 4:0 (3:0) Archivado el 2 de mayo de 2009 en Wayback Machine.        | Bandera de Macedonia del Norte | Macedonia    |
| 6 de junio de 2009       | Skopie    | Macedonia    | Bandera de Macedonia del Norte | 0:0 Archivado el 14 de septiembre de 2014 en Wayback Machine.       | Bandera de Noruega             | Noruega      |
| 6 de junio de 2009       | Reikiavik | Islandia     | Bandera de Islandia            | 1:2 (0:2) Archivado el 11 de junio de 2009 en Wayback Machine.      | Bandera de los Países Bajos    | Países Bajos |
| 10 de junio de 2009      | Skopie    | Macedonia    | Bandera de Macedonia del Norte | 2:0 (1:0) Archivado el 14 de septiembre de 2014 en Wayback Machine. | Bandera de Islandia            | Islandia     |
| 10 de junio de 2009      | Róterdam  | Países Bajos | Bandera de los Países Bajos    | 2:0 (1:0) Archivado el 21 de junio de 2009 en Wayback Machine.      | Bandera de Noruega             | Noruega      |
| 12 de agosto de 2009     | Oslo      | Noruega      | Bandera de Noruega             | 4:0 (2:0) Archivado el 16 de agosto de 2009 en Wayback Machine.     | Bandera de Escocia             | Escocia      |
| 5 de septiembre de 2009  | Glasgow   | Escocia      | Bandera de Escocia             | 2:0 (0:0) Archivado el 8 de septiembre de 2009 en Wayback Machine.  | Bandera de Macedonia del Norte | Macedonia    |
| 5 de septiembre de 2009  | Reikiavik | Islandia     | Bandera de Islandia            | 1:1 (1:1) Archivado el 8 de septiembre de 2009 en Wayback Machine.  | Bandera de Noruega             | Noruega      |
| 9 de septiembre de 2009  | Glasgow   | Escocia      | Bandera de Escocia             | 0:1 (0:0) Archivado el 12 de septiembre de 2009 en Wayback Machine. | Bandera de los Países Bajos    | Países Bajos |
| 9 de septiembre de 2009  | Oslo      | Noruega      | Bandera de Noruega             | 2:1 (2:0) Archivado el 5 de mayo de 2010 en Wayback Machine.        | Bandera de Macedonia del Norte | Macedonia    |

## Repesca
De los nueve segundos lugares de cada grupo, ocho avanzaron a la repesca en la que se otorgaron cuatro cupos más a la Copa Mundial de Fútbol. Como el grupo 9 tuvo cinco equipos, cada selección jugó 2 partidos menos que el resto de las selecciones, debido a esto los clasificados a la repesca se verificaron en una tabla especial donde no se consideraron los resultados de los segundos en los grupos de 1 al 8, con los colistas (sextos en su grupo). El sorteo se celebró el 19 de octubre en Zúrich, siendo cabezas de serie Rusia, Francia, Grecia y Ucrania.

### Segundos lugares
| Pos. | Grp. | Equipo               | Pts. | PJ | G | E | P | GF | GC | Dif. | Clasificación |
| ---- | ---- | -------------------- | ---- | -- | - | - | - | -- | -- | ---- | ------------- |
| 1    | 4    | Rusia                | 16   | 8  | 5 | 1 | 2 | 15 | 6  | +9   | Play-offs     |
| 2    | 2    | Grecia               | 16   | 8  | 5 | 1 | 2 | 16 | 9  | +7   | Play-offs     |
| 3    | 6    | Ucrania              | 15   | 8  | 4 | 3 | 1 | 10 | 6  | +4   | Play-offs     |
| 4    | 7    | Francia              | 15   | 8  | 4 | 3 | 1 | 12 | 9  | +3   | Play-offs     |
| 5    | 3    | Eslovenia            | 14   | 8  | 4 | 2 | 2 | 10 | 4  | +6   | Play-offs     |
| 6    | 5    | Bosnia y Herzegovina | 13   | 8  | 4 | 1 | 3 | 19 | 12 | +7   | Play-offs     |
| 7    | 1    | Portugal             | 13   | 8  | 3 | 4 | 1 | 9  | 5  | +4   | Play-offs     |
| 8    | 8    | Irlanda              | 12   | 8  | 2 | 6 | 0 | 8  | 6  | +2   | Play-offs     |
| 9    | 9    | Noruega              | 10   | 8  | 2 | 4 | 2 | 9  | 7  | +2   |               |

### Partidos
| 14 de noviembre de 2009, 20:00 (UTC) | Irlanda | 0:1 (0:0) | Francia    | Estadio Croke Park, Dublín                                         |                                                                    |
|                                      |         | Reporte   | Anelka 72' | Asistencia: 74.103 espectadores Árbitro(s): Felix Brych (Alemania) | Asistencia: 74.103 espectadores Árbitro(s): Felix Brych (Alemania) |

| 18 de noviembre de 2009, 21:00 (UTC+1) | Francia     | 1:1 (0:1, 0:1) | Irlanda   | Stade de France, Saint-Denis                                        |                                                                     |
|                                        | Gallas 103' | Reporte        | Keane 33' | Asistencia: 79.145 espectadores Árbitro(s): Martin Hansson (Suecia) | Asistencia: 79.145 espectadores Árbitro(s): Martin Hansson (Suecia) |

| 14 de noviembre de 2009, 20:30 (UTC) | Portugal        | 1:0 (1:0) | Bosnia y Herzegovina | Estádio da Luz, Lisboa                                                   |                                                                          |
|                                      | Bruno Alves 31' | Reporte   |                      | Asistencia: 60.588 espectadores Árbitro(s): Martin Atkinson (Inglaterra) | Asistencia: 60.588 espectadores Árbitro(s): Martin Atkinson (Inglaterra) |

| 18 de noviembre de 2009, 20:45 (UTC+1) | Bosnia y Herzegovina | 0:1 (0:0) | Portugal          | Estadio Bilino Polje, Zenica                                         |                                                                      |
|                                        |                      | Reporte   | Raul Meireles 56' | Asistencia: 15.000 espectadores Árbitro(s): Roberto Rosetti (Italia) | Asistencia: 15.000 espectadores Árbitro(s): Roberto Rosetti (Italia) |

| 14 de noviembre de 2009, 20:00 (UTC+2) | Grecia | 0:0     | Ucrania | Estadio Olímpico, Atenas                                              |                                                                       |
|                                        |        | Reporte |         | Asistencia: 39.045 espectadores Árbitro(s): Laurent Duhamel (Francia) | Asistencia: 39.045 espectadores Árbitro(s): Laurent Duhamel (Francia) |

| 18 de noviembre de 2009, 20:00 (UTC+2) | Ucrania | 0:1 (0:1) | Grecia         | Donbass Arena, Donetsk                                                      |                                                                             |
|                                        |         | Reporte   | Salpigidis 31' | Asistencia: 31.643 espectadores Árbitro(s): Olegário Benquerença (Portugal) | Asistencia: 31.643 espectadores Árbitro(s): Olegário Benquerença (Portugal) |

| 14 de noviembre de 2009, 19:00 (UTC+3) | Rusia                 | 2:1 (1:0) | Eslovenia  | Estadio Olímpico Luzhnikí, Moscú                                        |                                                                         |
|                                        | Bilyaletdinov 40' 52' | Reporte   | Pečnik 88' | Asistencia: 70.000 espectadores Árbitro(s): Claus Bo Larsen (Dinamarca) | Asistencia: 70.000 espectadores Árbitro(s): Claus Bo Larsen (Dinamarca) |

| 18 de noviembre de 2009, 20:45 (UTC+1)                            | Eslovenia | 1:0 (1:0) | Rusia | Estadio Ljudski vrt, Maribor                                      |                                                                   |
|                                                                   | Dedič 44' | Reporte   |       | Asistencia: 12.510 espectadores Árbitro(s): Terje Hauge (Noruega) | Asistencia: 12.510 espectadores Árbitro(s): Terje Hauge (Noruega) |
| Eslovenia pasa a la fase final por la regla del gol de visitante. |           |           |       |                                                                   |                                                                   |

## Goleadores
- Actualizado el 15 de octubre de 2009.[7]

| Jugador            | Selección            | Goles |
| ------------------ | -------------------- | ----- |
| Theofanis Gekas    | Grecia               | 10    |
| Edin Džeko         | Bosnia y Herzegovina | 9     |
| Wayne Rooney       | Inglaterra           | 9     |
| Miroslav Klose     | Alemania             | 7     |
| David Villa        | España               | 7     |
| Lukas Podolski     | Alemania             | 6     |
| Marc Janko         | Austria              | 6     |
| Wesley Sonck       | Bélgica              | 6     |
| Stanislav Šesták   | Eslovaquia           | 6     |
| Robbie Keane       | Irlanda              | 6     |
| Elyaniv Barda      | Israel               | 6     |
| Euzebiusz Smolarek | Polonia              | 6     |
| Andriy Shevchenko  | Ucrania              | 6     |

## Clasificados
| Bandera de Alemania   | Bandera de Dinamarca | Bandera de Eslovaquia       | Bandera de Eslovenia | Bandera de España | Bandera de Francia | Bandera de Grecia |
| Alemania              | Dinamarca            | Eslovaquia                  | Eslovenia            | España            | Francia            | Grecia            |
| Bandera de Inglaterra | Bandera de Italia    | Bandera de los Países Bajos | Bandera de Portugal  | Bandera de Serbia | Bandera de Suiza   |                   |
| Inglaterra            | Italia               | Países Bajos                | Portugal             | Serbia            | Suiza              |                   |
| --------------------- | -------------------- | --------------------------- | -------------------- | ----------------- | ------------------ | ----------------- |